# Eugène Joors
Eugène Joors, né à Borgerhout, le 20 février 1850 et mort à Berchem, le 23 octobre 1910, est un peintre et graveur belge.
Son vaste champ pictural, de facture réaliste, couvre essentiellement les portraits, les natures mortes, les représentations animalières et les paysages. 
Il expose en Belgique, et en Allemagne, où il rencontre de nombreux succès et forme des élèves belges et allemands au cours de sa carrière professorale à l'Académie royale des beaux-arts d'Anvers.
Ses œuvres sont notamment conservées au Musée royal des Beaux-Arts d'Anvers.

## Biographie

### Famille

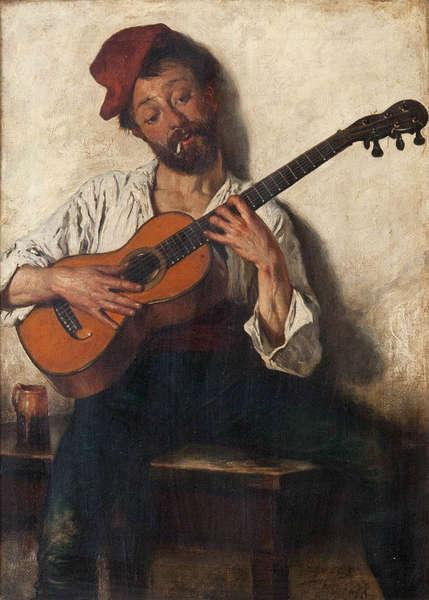
Homme jouant de la guitare devant un mur (1878).

Eugène Joors, né à Borgerhout le 20 février 1850, est l'aîné des dix enfants de Pierre Paul Gérard Joors, épicier (né à Anvers en 1818), et de Caroline Marie Vander Stappen (1824-1899). Le 30 juillet 1885, il épouse à Borgerhout Marie Madeleine Jacobs (1858-1915) et légitime comme sa fille Berthe Joors (1879-1945).

### Formation
En 1861, âgé de onze ans, Eugène Joors devient étudiant à l'Académie royale des beaux-arts d'Anvers, où il poursuit ses études jusqu'en 1870, année où il obtient le prix d'excellence. Ce prix est assorti des premiers prix en composition d'histoire (cours de Nicaise De Keyser), de torse d'après nature (cours de Joseph Van Lerius), de dessin d'après nature (cours de Polydore Beaufaux) d'expression  et d'anatomie (cours dispensés par Joseph Geefs). Concomitamment, de 1864 à 1866, Eugène Joors suit les cours de gravure dispensés par Jean Baptiste Michiels,.

### Carrière

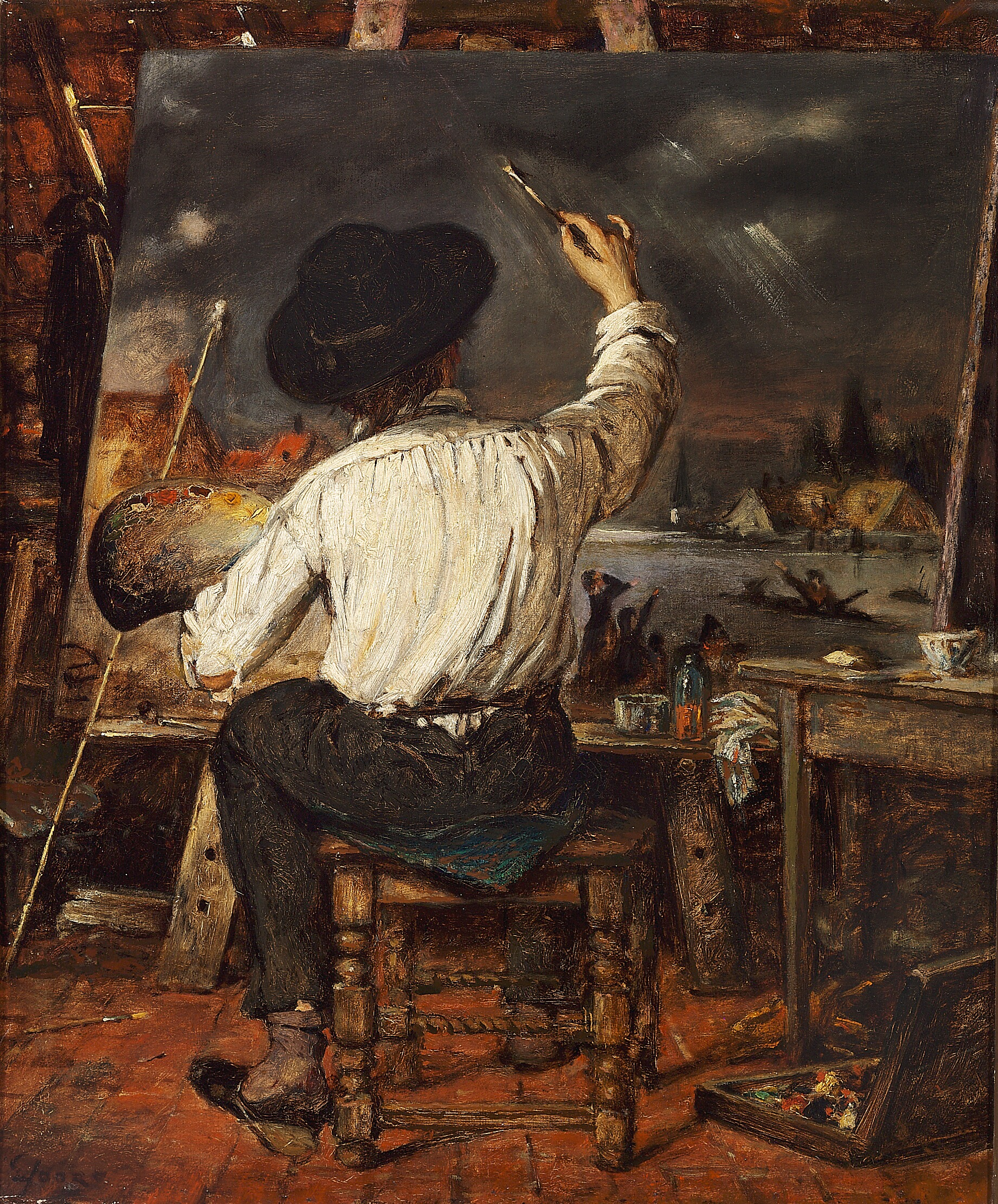
Un peintre à son chevalet par Eugène Joors.

Eugène Joors expose pour la première fois à l'Exposition internationale de Londres de 1871 un tableau intitulé Joueur de guitare napolitain qui trouve de suite un acquéreur. En 1873, il se présente au Prix de Rome belge de peinture qui n'est pas décerné, mais, dont la récompense financière est partagée entre les six candidats acceptés au concours. 
Eugène Joors expose ensuite à de nombreux Salons triennaux belges à Anvers, à Bruxelles et à Gand, à l'Exposition universelle de 1885 (mention honorable pour Attraction montrant une amazone descendant de cheval et donnant du sucre à ses lévriers) et à l'Exposition universelle de 1894 (médaille de seconde classe). 
Ses nombreuses expositions en Allemagne lui assurent une renommée outre Rhin. À Munich, après l'achat de l'une de ses œuvres par le prince-régent Luitpold de Bavière, il reçoit une médaille d'or de seconde classe en août 1889. Il expose également à Brême (1890), Stuttgart (1891) et à la Grande exposition d'art de Berlin (1893). En France, il envoie ses œuvres à l'Exposition universelle de 1889 à Paris et à l'Exposition de Bordeaux de 1895.
Professeur de nature morte à l'Académie des beaux-arts d'Anvers, nommé en 1886, il forme plusieurs élèves, parfois venus d'Allemagne, comme Molly Cramer et sa sœur Hélène de Hambourg et Helen Iversen de Voßberg bei Cismar. Grâce à sa réputation d'exécution solide, Eugène Joors collabore également à l'œuvre de Charles Verlat intitulée Panorama de la bataille de Waterloo, réalisé en 1881, où il peint surtout les soldats anglais.
Lors de l'Exposition universelle de Bruxelles de 1910, Eugène Joors expose une nature morte saluée par la critique, mais une longue maladie a amenuisé ses forces. Il meurt, à l'âge de 60 ans, Cogels Osylei no 52, dans sa résidence du quartier de Zurenborg à Berchem, le 23 octobre 1910. Il est inhumé au cimetière du Schoonselhof à Anvers.

## Œuvre

### Thèmes
Son champ pictural couvre une grande variété de sujets : les portraits, les natures mortes, les représentations animalières, la peinture de fleurs et de fruits et les paysages. Il réalise également des gravures en taille-douce représentant des arbres. À la fin de sa carrière, il réalise également des dessins rappelant par leur coloris les miniatures des évangiles grecs et certaines peintures de l'école byzantine primitive qu'il expose à Paris en 1905.

### Galerie

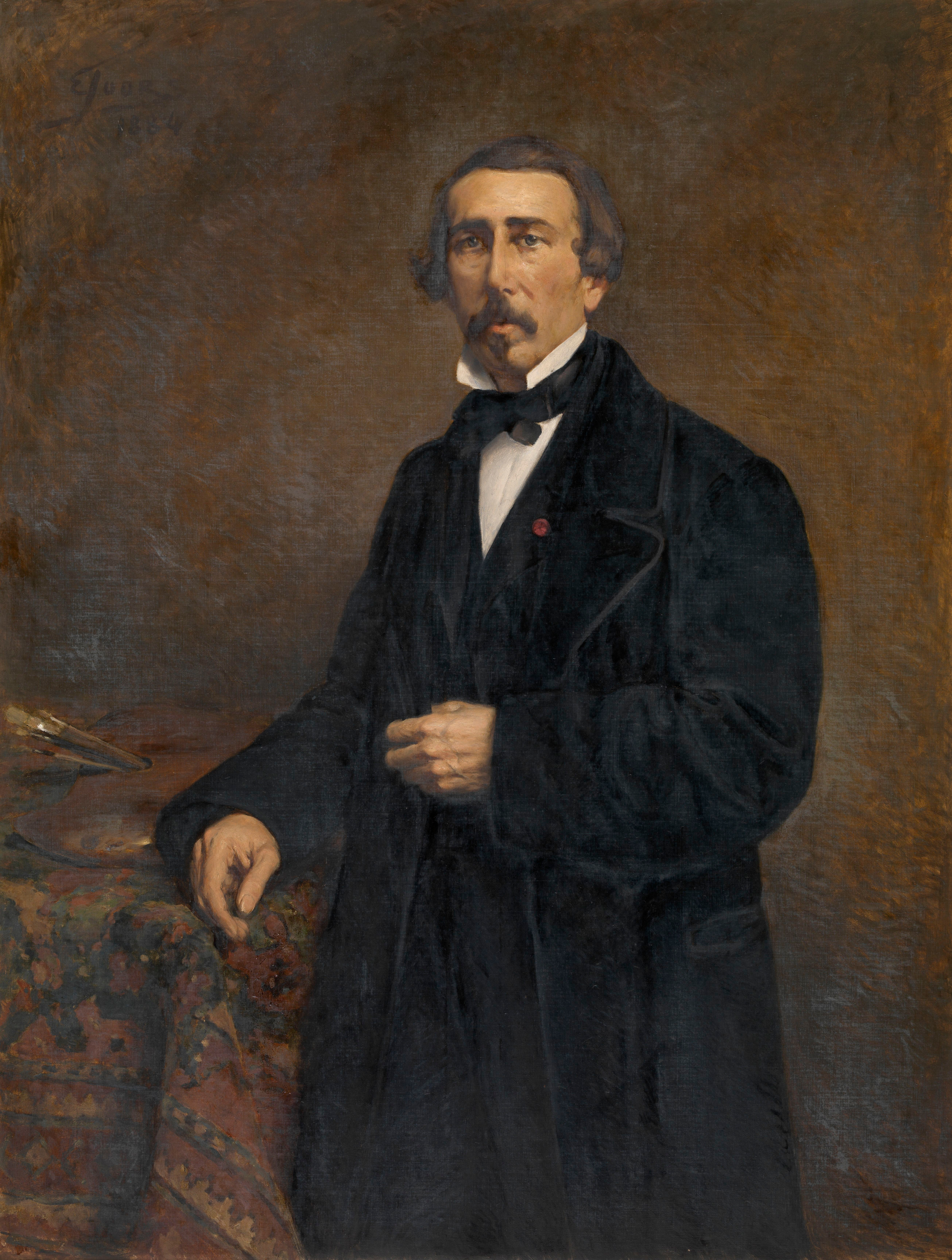
Portrait du peintre Jacob Jacobs par Eugène Joors, (1884).
Nature morte (1889).
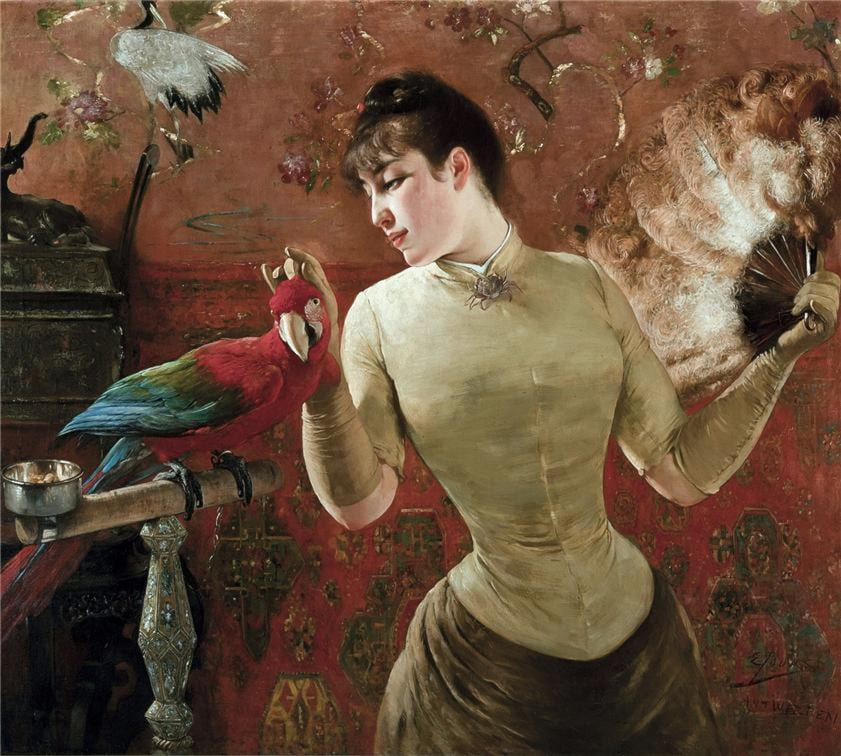
Dame avec un perroquet (Salon de Bruxelles de 1884).
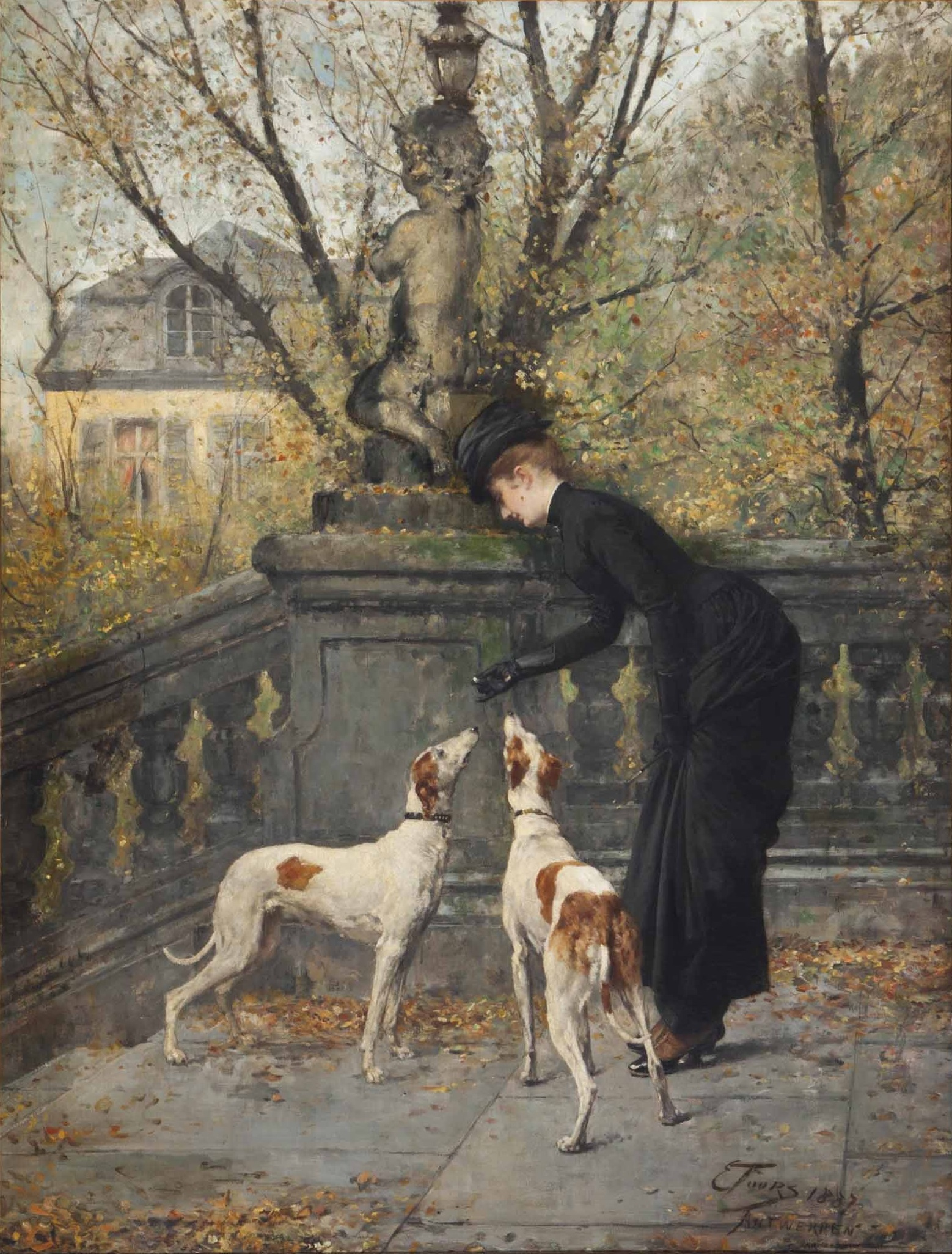
Avant la promenade (1887).
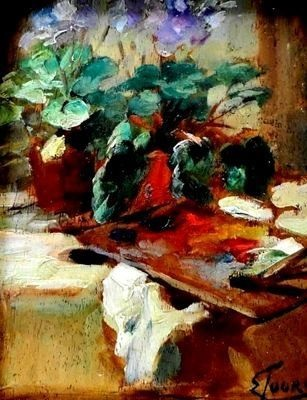
Nature morte avec une palette (1890).

### Expositions

#### Belgique
- Salon de Bruxelles de 1872 : Une leçon de voltige et Une gardeuse de vaches[7].
- Salon d'Anvers de 1873 : Portrait de M.D.H.[8].
- Salon de Gand de 1874 (XXIXe) : La Charmeuse de serpents et La Saltimbanque[9].
- Salon de Bruxelles de 1875 : Solo[10].
- Salon de Gand (XXXe) de 1877 : Implorant la charité, Une leçon de voltige et Solo[11].
- Salon de Bruxelles de 1878 : Leçon de voltige[12].
- Salon de Gand de 1883 (XXXIIe) : Au marché aux poissons et Basse-cour[13].
- Salon de Bruxelles de 1884 : Dame avec un perroquet, Cour de ferme et Portrait[14].
- Salon de Gand de 1886 (XXXIIIe) : Fruits et fleurs et Attraction[15].
- Salon d'Anvers de 1888 : Portrait, Pour les confitures et Pivoines[16].
- Salon d'Anvers de 1891 : Iris[17].
- Salon de Gand (XXXVe) de 1892 : Fruits et accessoires et Melons et raisins[18].
- Salon de Bruxelles de 1897 : Mois de mars et Pêches et prunes[19].
- Salon d'Anvers de 1898 : Portrait du sculpteur Josué Dupon et Roses[20].
- Salon de Gand (XXXVIIe) de 1899 : Fruits d'automne et Abricots[21].
- Salon de Bruxelles de 1903 : Homards et Fraises et framboises[22].
- Salon de Bruxelles de 1907 : Jambon et Oranges[23].

#### France
- Exposition universelle de 1889 à Paris : quatre eaux fortes réalisées d'après ses tableaux : Cheval à l'étable, Canards, Chat et oiseau, Portrait du peintre Henri Schaefels par François Lauwers.
- Exposition de Bordeaux de 1895 : Fruits et accessoires.

### Collections muséales
- Musée des Beaux-Arts de Magdebourg : Pêches, nature morte, 1896, détruit en 1945[4].
- Musée royal des Beaux-Arts d'Anvers : Portrait du peintre Jacob Jacobs (1884), Portrait du peintre Henri François Schaefels (1885), Nature morte (1889) et Gibier d'eau (1892)[24].
- Rijksmuseum Amsterdam : trois gravures en taille-douce[6].

## Honneurs

### Distinction
- Chevalier de l'ordre de Léopold (12 février 1898)[5].

### Toponymie
- Une rue Eugène Joors existe à Borgerhout.